# Glecaprevir/pibrentasvir
Glecaprevir / pibrentasvir (tên thương mại Meefret ở Mỹ và Maviret ở Châu Âu) là một loại thuốc kết hợp có chứa glecaprevir (100 mg) và pibrentasvir (40 mg). Tại Hoa Kỳ, nó đã được Cục Quản lý Thực phẩm và Dược phẩm phê duyệt vào tháng 8 năm 2017 để điều trị viêm gan C.  Tại châu Âu, nó cũng đã được phê duyệt vào tháng 8 năm 2017 cho cùng một chỉ định. Tại Hoa Kỳ, một liệu trình điều trị của Mirlret có giá khoảng 26.400 đô la trước khi giảm giá.

## Sử dụng trong y tế
Meefret là tên thương hiệu của một loại thuốc kết hợp bao gồm hai chất ức chế protein của virus là glecaprevir và pibrentasvir. Glecaprevir ức chế NS3/4A, protease serine và pibrentasvir ức chế NS5A, một phosphoprotein ưa nước gắn kẽm. Cả hai loại protein này đều rất cần thiết trong quá trình sao chép RNA của virus viêm gan C, chúng không còn có thể xảy ra khi ức chế các protein này.
Meefret đã được phê duyệt để điều trị cho người trưởng thành có kiểu gen virus viêm gan C mạn tính (HCV) 1 sắt6 không có hoặc bị xơ gan nhẹ, trước đây đã được điều trị bằng thuốc ức chế NS5A hoặc thuốc ức chế NS3/4A nhưng không phải cả hai.

## Tác dụng phụ
Các tác dụng phụ duy nhất được biết đến của glecaprevir / pibrentasvir là kích hoạt lại viêm gan B, và phổ biến hơn là đau đầu, buồn nôn, mệt mỏi và tiêu chảy.

## Các thử nghiệm lâm sàng
Trong các thử nghiệm lâm sàng, glecaprevir/pibrentasvir đã được chứng minh là có hiệu quả trong việc loại bỏ tất cả sáu kiểu gen của HCV khỏi máu. Trong suốt tám nghiên cứu liên quan đến hơn 2.300 bệnh nhân bị viêm gan C, 99% bệnh nhân không mắc bệnh xơ gan có kiểu gen 1 âm tính với HCV sau chế độ điều trị 8 tuần. Trong số các bệnh nhân xơ gan cùng nhóm, 97% cho kết quả âm tính với HCV trên phác đồ điều trị 12 tuần và kết quả được báo cáo là tương tự đối với việc điều trị kiểu gen 2 và 4. virus sau khi điều trị.

## Phát triển
Sự phát triển của glecaprevir/pibrenasvir như một phương pháp điều trị kết hợp được thực hiện bởi AbbVie, Inc. và phù hợp với các tiêu chuẩn GMP hiện hành, theo FDA.
Nhận dạng ban đầu của glecaprevir được thực hiện trong nỗ lực chung của AbbVie, Inc. và Enanta Dược phẩm. Enanta đã có Thỏa thuận cấp phép và phát triển hợp tác với AbbVie để xác định và phát triển paritaprevir và glecaprevir, hai chất ức chế protease HCV NS3 và NS3/4A, kéo dài từ tháng 10 năm 2016 đến tháng 6 năm 2017. Trong thỏa thuận này, Enanta đã nhận được tổng cộng $ 427.000 USD dưới hình thức thanh toán giấy phép, tiền thu được từ việc bán cổ phiếu ưu đãi, thanh toán tài trợ nghiên cứu, thanh toán cột mốc và tiền bản quyền.
Việc xác định và phát triển pibrentasvir được thực hiện bởi AbbVie.